# Francesco Maestrelli
Francesco Maestrelli (* 21. Dezember 2002 in Pisa) ist ein italienischer Tennisspieler.

## Karriere
Maestrelli spielte bis 2020 Turniere ITF Junior Tour. In der Jugend-Rangliste erreichte er mit Rang 50 seine höchste Notierung. Sein bestes Ergebnis bei Grand-Slam-Turnieren war das Erreichen des Viertelfinals 2020 bei den Australian Open.
Bei den Profis spielte Maestrelli schon 2018 erste Turniere und konnte sich im Doppel bereits in der Tennisweltrangliste platzieren, was ihm im Einzel erst 2020 gelang. Erste Erfolge hatte er 2021, als er im Einzel den ersten Titel auf der ITF Future Tour gewann, womit er erstmals in die Top 900 einzog. Im April 2022 folgte sein zweiter Titel, der ihn kurz vor den Einzug in die Top 500 brachte. Den Rest der Saison spielte er, auch dank Wildcards, auf der höherdotierten ATP Challenger Tour. Hier gelangen ihm schnell Erfolge: In Francavilla al Mare überstand er das erste Mal die erste Runde und zog gleich ins Finale ein. Hier unterlag er seinem Landsmann Matteo Arnaldi. Nach einem Viertelfinale in Todi gewann er in Verona aus der Qualifikation heraus sechs Matches in Folge und schlug anschließend im Endspiel mit Pedro Cachín seinen ersten Top-100-Spieler. Der Sieg ließ in auf Platz 237 steigen. In der Folgewoche zog er in Triest nochmal ins Halbfinale ein. Durch sein Ranking konnte er erstmals an der Qualifikation für ein Grand-Slam-Turnier teilnehmen, den US Open. Dort gewann er seine ersten zwei Matches glatt, bevor Nuno Borges seine Teilnahme am Hauptfeld verhinderte. Letzter Erfolg des Jahres wurde das Halbfinale in Cassis, wo er Hugo Grenier unterlag, zuvor aber mit Constant Lestienne die Nummer 75 der Welt besiegt hatte. Beim ATP-Turnier in Florenz bekam Maestrelli durch eine Wildcard seinen ersten Einsatz auf diesem Niveau sowohl im Einzel als auch im Doppel. Er unterlag im Einzel J. J. Wolf und im Doppel an der Seite von Francesco Passaro der australischen Paarung aus Matthew Ebden und John Peers. Das Jahr beendete er auf Rang 199 im Einzel. Im Doppel trat er seltener an, weshalb er dort nur auf Platz 889 stand.

## Erfolge
| Legende (Anzahl der Siege) |
| Grand Slam                 |
| ATP Finals                 |
| ATP Tour Masters 1000      |
| ATP Tour 500               |
| ATP Tour 250               |
| ATP Challenger Tour (3)    |

### Einzel

#### Turniersiege
| Nr. | Datum         | Turnier             | Belag | Finalgegner       | Ergebnis      |
| --- | ------------- | ------------------- | ----- | ----------------- | ------------- |
| 1.  | 17. Juli 2022 | Verona              | Sand  | Pedro Cachín      | 3:6, 6:3, 6:0 |
| 2.  | 11. Mai 2025  | Francavilla al Mare | Sand  | Valentin Vacherot | 6:4, 6:4      |
| 3.  | 6. Juli 2025  | Brașov              | Sand  | Luka Pavlovic     | 7:67, 6:4     |